# Kumla och Sundbo häraders valkrets
Kumla och Sundbo häraders valkrets var i riksdagsvalen till andra kammaren 1866–1908 en egen valkrets med ett mandat. Valkretsen, som alltså omfattade Kumla och Sundbo härader, avskaffades vid införandet av proportionellt valsystem inför valet 1911 och uppgick i Örebro läns södra valkrets.

## Riksdagsmän
- Eric Olsson, lmp (1867–1869)
- Andreas Grill (1870–1872)
- Eric Olsson, lmp (1873–1875)
- Andreas Grill (1876–1877)
- Eric Olsson, lmp (1878)
- Albert Giöbel (1879–1881)
- Eric Olsson, lmp (1882–1884)
- Edvard Thermænius (1885–vårsessionen 1887)
- Eric Olsson, lmp (höstsessionen 1887)
- Gustaf Bäckgren, nya lmp (1888–1890)
- Edvard Thermænius, gamla lmp (1891–1893)
- Gustaf Bäckgren, nya lmp 1894, lmp 1895–1899 (1894–1899)
- Gustaf Olofsson, lib s (1900–1902)
- Ivan Svensson, vilde 1903–1905, nfr 1906–1911 (1903–1911)

## Valresultat

### 1896
| Andrakammarvalet i Sverige 1896: Kumla och Sundbo häraders valkrets | Andrakammarvalet i Sverige 1896: Kumla och Sundbo häraders valkrets | Andrakammarvalet i Sverige 1896: Kumla och Sundbo häraders valkrets | Andrakammarvalet i Sverige 1896: Kumla och Sundbo häraders valkrets | Andrakammarvalet i Sverige 1896: Kumla och Sundbo häraders valkrets |
| Kandidat                                                            | Kandidat                                                            | Röster                                                              | Röster                                                              | Röster                                                              |
| Kandidat                                                            | Kandidat                                                            | Antal                                                               | %                                                                   | +− %                                                                |
| ------------------------------------------------------------------- | ------------------------------------------------------------------- | ------------------------------------------------------------------- | ------------------------------------------------------------------- | ------------------------------------------------------------------- |
|                                                                     | Gustaf Bäckgren                                                     | 516                                                                 | 58,4                                                                |                                                                     |
|                                                                     | Gustaf Olofsson i Åvik (fp)                                         | 356                                                                 | 40,3                                                                |                                                                     |
|                                                                     | Övriga kandidater                                                   | 11                                                                  | 1,3                                                                 | —                                                                   |
| Antal giltiga röster                                                | Antal giltiga röster                                                | 883                                                                 |                                                                     |                                                                     |
| Kasserade röster                                                    | Kasserade röster                                                    | 2                                                                   |                                                                     |                                                                     |
| Totalt                                                              | Totalt                                                              | 885                                                                 |                                                                     |                                                                     |

Valkretsen hade 28 691 invånare den 31 december 1895, varav 1 511 eller 5,3 % var valberättigade. 885 personer deltog i valet, ett valdeltagande på 58,6 %.

### 1899

#### Val nr 1
| Andrakammarvalet i Sverige 1899: Kumla och Sundbo häraders valkrets | Andrakammarvalet i Sverige 1899: Kumla och Sundbo häraders valkrets | Andrakammarvalet i Sverige 1899: Kumla och Sundbo häraders valkrets | Andrakammarvalet i Sverige 1899: Kumla och Sundbo häraders valkrets | Andrakammarvalet i Sverige 1899: Kumla och Sundbo häraders valkrets |
| Kandidat                                                            | Kandidat                                                            | Röster                                                              | Röster                                                              | Röster                                                              |
| Kandidat                                                            | Kandidat                                                            | Antal                                                               | %                                                                   | +− %                                                                |
| ------------------------------------------------------------------- | ------------------------------------------------------------------- | ------------------------------------------------------------------- | ------------------------------------------------------------------- | ------------------------------------------------------------------- |
|                                                                     | Gustaf Olofsson i Åvik                                              | 543                                                                 | 49,9                                                                |                                                                     |
|                                                                     | Gustaf Bäckgren                                                     | 530                                                                 | 48,8                                                                |                                                                     |
|                                                                     | Övriga kandidater                                                   | 14                                                                  | 1,3                                                                 | —                                                                   |
| Antal giltiga röster                                                | Antal giltiga röster                                                | 1 087                                                               |                                                                     |                                                                     |
| Kasserade röster                                                    | Kasserade röster                                                    | 3                                                                   |                                                                     |                                                                     |
| Totalt                                                              | Totalt                                                              | 1 090                                                               |                                                                     |                                                                     |

#### Val nr 2
| Andrakammarvalet i Sverige 1899: Kumla och Sundbo häraders valkrets | Andrakammarvalet i Sverige 1899: Kumla och Sundbo häraders valkrets | Andrakammarvalet i Sverige 1899: Kumla och Sundbo häraders valkrets | Andrakammarvalet i Sverige 1899: Kumla och Sundbo häraders valkrets | Andrakammarvalet i Sverige 1899: Kumla och Sundbo häraders valkrets |
| Kandidat                                                            | Kandidat                                                            | Röster                                                              | Röster                                                              | Röster                                                              |
| Kandidat                                                            | Kandidat                                                            | Antal                                                               | %                                                                   | +− %                                                                |
| ------------------------------------------------------------------- | ------------------------------------------------------------------- | ------------------------------------------------------------------- | ------------------------------------------------------------------- | ------------------------------------------------------------------- |
|                                                                     | Gustaf Olofsson i Åvik                                              | 672                                                                 | 51,9                                                                |                                                                     |
|                                                                     | Gustaf Bäckgren                                                     | 622                                                                 | 48,1                                                                |                                                                     |
| Antal giltiga röster                                                | Antal giltiga röster                                                | 1 294                                                               |                                                                     |                                                                     |
| Kasserade röster                                                    | Kasserade röster                                                    | 5                                                                   |                                                                     |                                                                     |
| Totalt                                                              | Totalt                                                              | 1 299                                                               |                                                                     |                                                                     |

Valet hölls den 31 augusti 1899. Valkretsen hade 29 807 invånare den 15 december 1898, varav 1 789 eller 6,0 % var valberättigade. 1 090 personer deltog i valet, ett valdeltagande på 60,9 %. Valet överklagades dock och upphävdes med ett omval den 15 december 1899. Då var 1 841 eller 6,3 % av valkretsens invånare röstberättigade. Deltagandet för detta val blev 1 396 eller 70,4%.

### 1902

#### Val nr 1
| Andrakammarvalet i Sverige 1902: Kumla och Sundbo häraders valkrets | Andrakammarvalet i Sverige 1902: Kumla och Sundbo häraders valkrets | Andrakammarvalet i Sverige 1902: Kumla och Sundbo häraders valkrets | Andrakammarvalet i Sverige 1902: Kumla och Sundbo häraders valkrets | Andrakammarvalet i Sverige 1902: Kumla och Sundbo häraders valkrets |
| Kandidat                                                            | Kandidat                                                            | Röster                                                              | Röster                                                              | Röster                                                              |
| Kandidat                                                            | Kandidat                                                            | Antal                                                               | %                                                                   | +− %                                                                |
| ------------------------------------------------------------------- | ------------------------------------------------------------------- | ------------------------------------------------------------------- | ------------------------------------------------------------------- | ------------------------------------------------------------------- |
|                                                                     | Ivan Svensson                                                       | 830                                                                 | 50,0                                                                |                                                                     |
|                                                                     | Gustaf Olofsson i Åvik (radikal)                                    | 830                                                                 | 50,0                                                                |                                                                     |
| Antal giltiga röster                                                | Antal giltiga röster                                                | 1 660                                                               |                                                                     |                                                                     |
| Kasserade röster                                                    | Kasserade röster                                                    | 2                                                                   |                                                                     |                                                                     |
| Totalt                                                              | Totalt                                                              | 1 662                                                               |                                                                     |                                                                     |

#### Val nr 2
| Andrakammarvalet i Sverige 1902: Kumla och Sundbo häraders valkrets | Andrakammarvalet i Sverige 1902: Kumla och Sundbo häraders valkrets | Andrakammarvalet i Sverige 1902: Kumla och Sundbo häraders valkrets | Andrakammarvalet i Sverige 1902: Kumla och Sundbo häraders valkrets | Andrakammarvalet i Sverige 1902: Kumla och Sundbo häraders valkrets |
| Kandidat                                                            | Kandidat                                                            | Röster                                                              | Röster                                                              | Röster                                                              |
| Kandidat                                                            | Kandidat                                                            | Antal                                                               | %                                                                   | +− %                                                                |
| ------------------------------------------------------------------- | ------------------------------------------------------------------- | ------------------------------------------------------------------- | ------------------------------------------------------------------- | ------------------------------------------------------------------- |
|                                                                     | Ivan Svensson                                                       | 966                                                                 | 51,7                                                                |                                                                     |
|                                                                     | Gustaf Olofsson i Åvik (radikal)                                    | 901                                                                 | 48,2                                                                |                                                                     |
|                                                                     | Övriga kandidater                                                   | 1                                                                   | 0,1                                                                 | —                                                                   |
| Antal giltiga röster                                                | Antal giltiga röster                                                | 1 868                                                               |                                                                     |                                                                     |
| Kasserade röster                                                    | Kasserade röster                                                    | 3                                                                   |                                                                     |                                                                     |
| Totalt                                                              | Totalt                                                              | 1 871                                                               |                                                                     |                                                                     |

Valet hölls den 3 september 1902. Valkretsen hade 28 640 invånare den 31 december 1901, varav 2 093 eller 7,3 % var valberättigade. 1 662 personer deltog i valet, ett valdeltagande på 79,4 %. Valet överklagades dock och upphävdes med ett omval den 18 november 1902. Då var 2 142 eller 7,5 % av valkretsens invånare röstberättigade. Deltagandet för detta val blev 1 871 eller 87,3%.

### 1905
| Andrakammarvalet i Sverige 1905: Kumla och Sundbo häraders valkrets | Andrakammarvalet i Sverige 1905: Kumla och Sundbo häraders valkrets | Andrakammarvalet i Sverige 1905: Kumla och Sundbo häraders valkrets | Andrakammarvalet i Sverige 1905: Kumla och Sundbo häraders valkrets | Andrakammarvalet i Sverige 1905: Kumla och Sundbo häraders valkrets |
| Kandidat                                                            | Kandidat                                                            | Röster                                                              | Röster                                                              | Röster                                                              |
| Kandidat                                                            | Kandidat                                                            | Antal                                                               | %                                                                   | +− %                                                                |
| ------------------------------------------------------------------- | ------------------------------------------------------------------- | ------------------------------------------------------------------- | ------------------------------------------------------------------- | ------------------------------------------------------------------- |
|                                                                     | Ivan Svensson                                                       | 1 067                                                               | 53,7                                                                |                                                                     |
|                                                                     | Gustaf Olofsson i Åvik (radikal)                                    | 917                                                                 | 46,2                                                                |                                                                     |
|                                                                     | Övriga kandidater                                                   | 1                                                                   | 0,1                                                                 | —                                                                   |
| Antal giltiga röster                                                | Antal giltiga röster                                                | 1 985                                                               |                                                                     |                                                                     |
| Kasserade röster                                                    | Kasserade röster                                                    | 1                                                                   |                                                                     |                                                                     |
| Totalt                                                              | Totalt                                                              | 1 986                                                               |                                                                     |                                                                     |

Valet hölls den 12 september 1905. Valkretsen hade 28 832 invånare den 31 december 1904, varav 2 386 eller 8,3 % var valberättigade. 1 986 personer deltog i valet, ett valdeltagande på 83,2 %.

### 1908
| Andrakammarvalet i Sverige 1908: Kumla och Sundbo häraders valkrets | Andrakammarvalet i Sverige 1908: Kumla och Sundbo häraders valkrets | Andrakammarvalet i Sverige 1908: Kumla och Sundbo häraders valkrets | Andrakammarvalet i Sverige 1908: Kumla och Sundbo häraders valkrets | Andrakammarvalet i Sverige 1908: Kumla och Sundbo häraders valkrets |
| Kandidat                                                            | Kandidat                                                            | Röster                                                              | Röster                                                              | Röster                                                              |
| Kandidat                                                            | Kandidat                                                            | Antal                                                               | %                                                                   | +− %                                                                |
| ------------------------------------------------------------------- | ------------------------------------------------------------------- | ------------------------------------------------------------------- | ------------------------------------------------------------------- | ------------------------------------------------------------------- |
|                                                                     | Ivan Svensson                                                       | 1 203                                                               | 51,9                                                                | ▼1,8                                                                |
|                                                                     | Gustaf Olofsson i Åvik                                              | 1 114                                                               | 48,1                                                                | ▲1,9                                                                |
|                                                                     | Övriga kandidater                                                   | 1                                                                   | 0,0                                                                 | —                                                                   |
| Antal giltiga röster                                                | Antal giltiga röster                                                | 2 318                                                               |                                                                     |                                                                     |
| Kasserade röster                                                    | Kasserade röster                                                    | 3                                                                   |                                                                     |                                                                     |
| Totalt                                                              | Totalt                                                              | 2 321                                                               |                                                                     |                                                                     |

Valet hölls den 6 september 1908. Valkretsen hade 28 731 invånare den 31 december 1907, varav 2 749 eller 9,6 % var valberättigade. 2 321 personer deltog i valet, ett valdeltagande på 84,4 %.